# 韋斯尼亞內 (札波羅熱州)
46°43′31″N 34°41′5″E / 46.72528°N 34.68472°E
韋斯尼亞內（羅馬化：Vesniane）是位於烏克蘭東南部的村莊，由扎波羅熱州梅利托波爾區的亞基米夫卡市鎮負責管轄。該村始建於1932年，面積0.49平方公里，海拔高度46米，2001年人口235，人口密度每平方公里477.6人。